# Vox in excelso
Vox in excelso ist der Titel einer Päpstlichen Bulle, die von Papst Clemens V. am 22. März 1312 auf dem  Konzil von Vienne vorgelegt und am 4. April 1312 verabschiedet wurde.

## Gegenstand
Bereits mit der Bulle Pastoralis praeeminentiae hatte Papst Clemens V. den Grundstein zur Auflösung des Templerordens gelegt. Die Bulle betraf den Templerorden, der durch den französischen König Philipp IV. mehrerer Vergehen angeklagt und verfolgt worden war. Da der Templerorden päpstlicher Gewalt und Rechtsprechung unterlag, untersuchten der Papst sowie das zu diesem Zweck einberufene Konzil von Vienne die erhobenen Vorwürfe. Unabhängig von den im Einzelnen erhobenen Vorwürfen hob der Papst in dieser Bulle den Templerorden auf und verbot jegliche Aktivitäten in Richtung einer Neugründung, insbesondere den Beitritt zum, oder die Nutzung des Habits des Templerordens. Zugleich wurden alle vorigen päpstlichen Bullen und Anweisungen mit Bezug zum Templerorden annulliert.

## Wirkung
Durch diese Bulle wurde der Widerstand des Templerordens gegen seine Verfolgung in den Templerprozessen durch die französische Krone gebrochen. Für die ehemaligen Templerritter konnte es nun nur noch darum gehen, das eigene Leben zu retten. Der Papst entsprach insoweit der massiven Beeinflussung durch die französische Krone. In dieser Bulle wurde ausdrücklich kein Urteil über die Berechtigung der erhobenen Vorwürfe ausgesprochen.

## Wirksamkeit
Einige Regelungen der Bulle Vox in excelso wurden wahrscheinlich nicht auf dem Konzil verkündet, sondern sollten zunächst noch eine Überarbeitung erhalten. Durch den frühen Tod von Clemens V. wurde die Verabschiedung unterbrochen, bis Papst Johannes XXII. das Konzil weiterführte.

## Folgebullen
Nach der Aufhebung des Templerordens wurde eine Reihe weiterer Bullen erlassen, die hauptsächlich die Verteilung des Vermögens des Templerordens regelte:
- Ad providam am 2. Mai 1312
- Nuper in concilio am 16. Mai 1312

Die angeklagten Personen wurden in der Bulle Considerantes dudum vom 6. Mai 1312 abgeurteilt.
Mit den Bullen Licet dudum (18. Dezember 1312), Dudum in generali concilio (31. Dezember 1312) und Licet pridem (13. Januar 1313) zog sich die Verteilung des Vermögens weiter hin.